# Powłoka wspólna

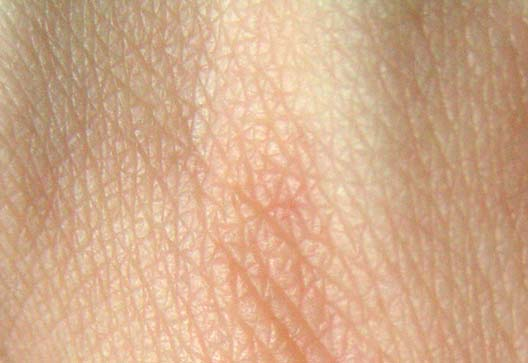
Powłoka wspólna, skóra człowieka

Powłoka wspólna (łac. integumentum commune) – powłoka ciała, układ narządów osłonowych pokrywających całe ciało kręgowców.
U człowieka powłoka wspólna składa się z powłoki właściwej, czyli skóry (łac. cutis), oraz przydatków skóry (łac. adnexa cutis), do których zalicza się gruczoły skóry (łac. glandulae cutis), włosy (łac. pili) oraz paznokcie (łac. ungues).